# 中華民國—泰國關係
中華民國與泰王國（舊稱暹羅）於1946—1975年有官方外交關係。泰国是最后一个与中華民國断交的东南亚国家，斷交後，在對方首都互設具大使館功能的代表機構。兩國雖無外交關係，但是雙方的民間交流未受影響且十分熱絡，兩地間也有密集的客貨運航線。2022年，中華民國為泰國第4大投資来源地。

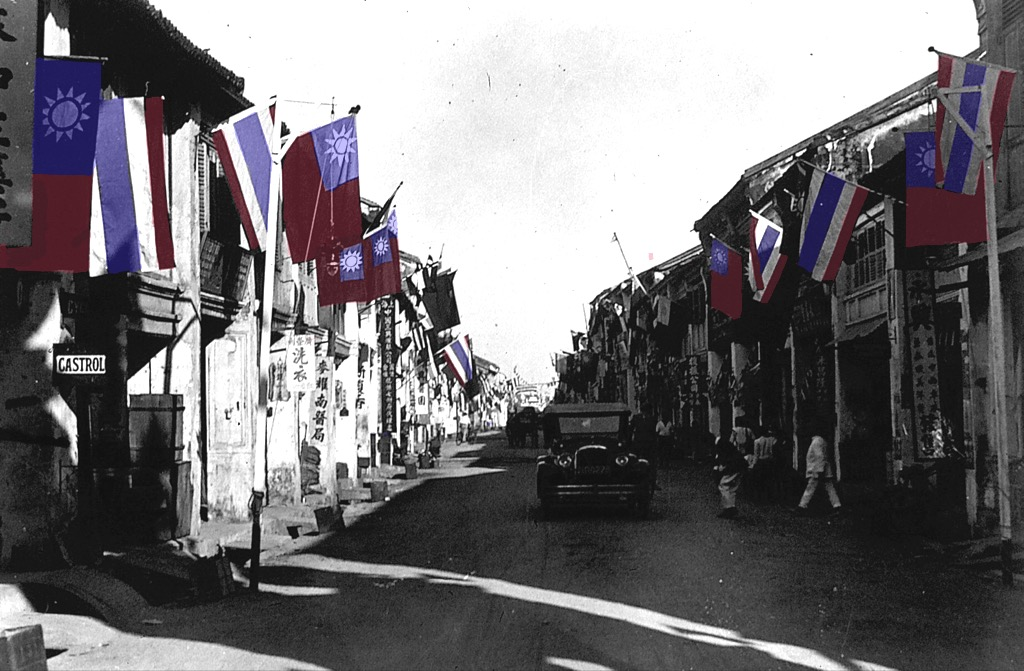
1932年昔日普吉華人慶雙十節，華埠內懸掛中華民國國旗。

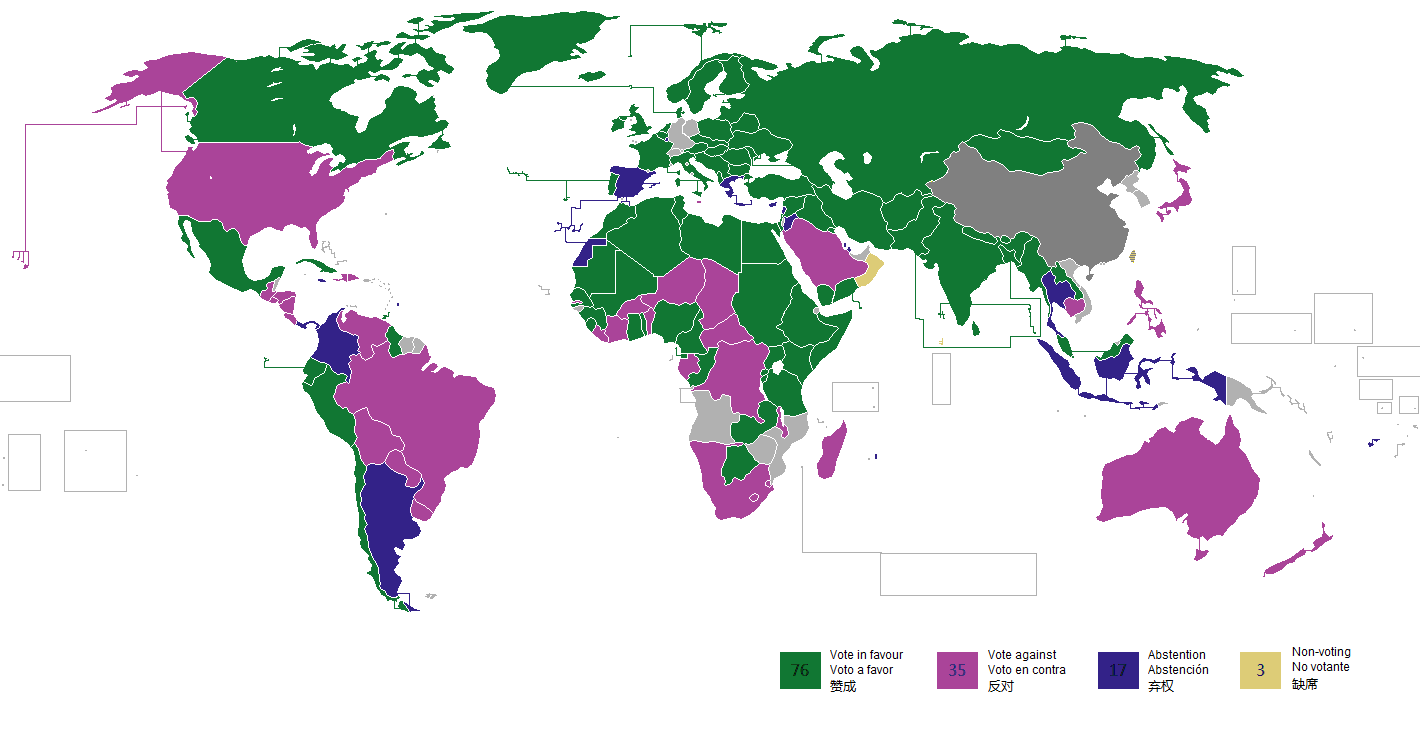
藍色國家表示在1971年的投票中對於中華民國續留聯合國一案棄權，即《聯合國大會2758號決議》，其中包括泰國。

## 歷史

### 第二次世界大戰
1942年1月，泰國对同盟國宣战，並間接和中華民國進入了敵對狀態。其後，大日本帝國入侵緬甸，泰國作為日本盟友亦參與入侵。戰役中泰國獲得了緬甸撣邦，泰國因此和中华民国邊境接攘，並和中華民國國民革命軍發生了衝突。

### 泰北孤軍
1949年後期由於國共內戰失利，部分中華民國國軍及其眷屬從雲南向緬甸撤退，其中兩支最終停留在泰國，改編為「泰北志願自衛隊」，中華民國與泰國邦交期間，泰國默許中華民國軍隊駐守其北部邊境。1975年由於協助泰國政府平定泰國共產黨游擊隊有功，其參戰者全數給予泰國公民身份，其眷屬亦給予永久居留權，使其得以合法居留泰國。後來該軍後裔逐漸融入泰國社會，部分後裔亦前往台灣求學就業，而中華民國政府亦提供資源協助其生活。
- 泰北孤軍滯留的美斯樂。
- 美斯樂之泰北孤軍忠烈祠。
- 孤軍後裔於美斯樂開設的商店。

### 外交
1932年，中華民國設立駐暹羅商務委員辦事處，至1941年12月日本占領暹羅終止。
1946年1月23日，簽署《中華民國暹羅王國友好條約》，建立大使級外交關係，並互相設立大使館、派駐大使。
1949年，中華民國政府遷台之後，兩國仍維持邦交關係。
1963年6月5日，泰王蒲美蓬及詩麗吉王后訪問臺灣4日，總統蔣中正與第一夫人宋美齡夫婦親至松山軍用機場以隆重軍禮歡迎。訪問期間至桃園石門水庫和龜山鄉農家參觀水利設施和農村建設，並與農民親切互動，也參觀土地改革館和台中農業改良場，以及台中空軍基地和國軍眷村等地。
1967年3月27日，泰國首相他儂·吉滴卡宗抵台訪問，並與蔣中正總統晤談。7月4日，外交部長魏道明抵達曼谷出席亞太理事會第二屆部長級會議:739。
1968年1月4日，副總統嚴家淦訪問泰國:748。
1969年5月14日，國防部長蔣經國以總統特使身份訪問泰國，晉見國王蒲美蓬，並與首相他儂·吉滴卡宗商討亞太地區七全及雙方合作問題。:490同年，沈昌煥任駐泰國大使，在大使任內，泰國對中國政策立場不定，泰國華僑界形勢不安，沈曾多次召集會議、穩定士氣。為鞏固邦交關係，上任即邀蔣經國訪問泰國，竭力呈請政府捐贈亞洲理工學院研究基金，以爭取成為該學院董事，台灣每年可選派在職人員及學者前往攻讀碩士或博士。此一方案不僅敦睦了兩國邦誼，也造就了不少台灣經貿科技人才，對日後台灣經濟起飛，也發揮了一些作用。後又與泰國軍方合作協助推行「泰王山地計劃」，成效卓著。此計劃執行至今仍未停止，對後來中止外交關係情況下，甚多政要訪泰，包括李登輝以總統地位赴泰國，均受到泰王接見禮遇，有所穩定了與泰國的邦交關係。
1971年10月25日，泰國對於中華民國是否續留聯合國的投票採棄權方式，即《聯合國大會2758號決議》。
1975年7月1日，泰國與中華民國斷交，同日與中華人民共和國建立外交關係。8月11日，大使館關閉。
1994年2月，總統李登輝於春節期間訪問泰國等東南亞國家。
2003年1月，泰國總理塔克辛向媒體表示，泰國遵守一个中国政策，與台灣僅維持經濟關係。台灣的總統、行政院長、外交部長、國防部長訪問泰國，將損及泰國與中國的政治關係。此外，泰國政府並請立法院副院長江丙坤延後訪問行程。
2003年10月，APEC非正式領袖會議在泰國曼谷舉辦，泰國在會前派遣特使向中華民國總統陳水扁呈遞總理塔克辛的邀請函，但由於政治因素無法實際參與，後指派中央研究院長李遠哲為領袖代表。
2024年3月，不具王室頭銜的泰王次子瓦差勒宋訪問台灣。
2024年4月，臺灣東部發生大地震，泰國總理賽塔在X（原Twitter）發文表示，泰國已經準備好提供任何與救災和救難相關的協助工作，並向罹難者家屬與受影響的民眾致上哀悼之意。泰國副總理兼外交部長班普里亦表達慰問。

## 代表機構
1975年7月1日，泰國與中華民國斷交。為維持兩國的實質關係，於對方首都互設具大使館功能的代表機構。
1975年9月10日，中華民國設立華航代表辦事處。1980年2月14日，易名為駐泰國遠東商務處。1991年9月，復易名為駐泰國台北經濟貿易中心。1992年5月26日，復易名為駐泰國台北經濟貿易辦事處。1999年8月23日，再度易名為現在的駐泰國台北經濟文化辦事處。
1976年2月，泰國設立泰國航空公司臺北分公司行政辦事處（泰航行政辦事處）。1980年4月，於臺北設立泰航商務處。1992年3月，泰國內閣通過易名案，9月10日，將泰航行政辦事處易名為泰國貿易經濟辦事處，直接向泰國外交部負責。

### 事件
2017年4月19日，原定駐泰國代表、前國家安全局局長楊國強未宣誓就請辭，外交部長李大維表示，楊國強已向總統蔡英文請辭，原因是家人健康因素。蔡英文政府上任後力推新南向政策，加強與東南亞合作，原本楊國強的出線主因是出身情報系統的經歷，數年前的「羅賢哲共諜案」就在泰國，衝擊中華民國方面的情報工作，這次安排派駐泰國也是希望能加強兩國之間的情報交流合作，且楊國強的個人意願很高。
2017年7月，前中國國民黨主席洪秀柱原訂22日訪問泰國，卻在出訪當天因簽證問題而取消行程。洪秀柱辦公室當天發表聲明指出，泰國駐台代表處的確有所刁難，也批判「新南向政策」只是欺騙人民的虛幻口號，而政府相關部門日前均以「不評論個人簽證」為理由回應外界詢問。據了解，泰國外交部已向台方說明原因，指洪秀柱早在7月初或更早就決定出訪，卻遲至出發前幾天才遞出簽證申請，包括中國國民黨批評「新南向政策」等立場，都讓泰國擔心她的到訪只會傳達對泰國「負面、不友善」的訊息，因此的確多所考慮，但泰國還沒決定是否要發簽證，最終就是趕辦不及；前中華民國副總統呂秀蓮也在2016、17年兩度被泰國拒發簽證。對此，呂秀蓮認為「對我來講，泰國也不是什麼了不起的國家」、「世界上很多國家都歡迎我去，我也不太在乎」。
2018年9月，駐泰國代表童振源的機要秘書、民進黨立委管碧玲的女婿林子揚被指出不需要通過外交特考並月領高薪，外界亦質疑林子揚是否具有專業能力。對此，中華民國外交部20日回應，其專業能力是否符合職務所需，由館長自行認定。童振源21日在Facebook表示，林子揚擔任機要秘書一切合法、符合規定，並特別聲明是基於工作能力與彼此的信任與熟悉關係，與管碧玲無關。

## 交流

### 僑民
目前在泰國定居的臺僑共約14萬人，居住在臺灣的泰國籍人士（包含短期以及長期移民）共約8萬人，而曾經在台求學的泰國華裔學生也有不少。臺灣僑民並成立了「泰國臺灣會館」。
1994年，為因應台灣的勞動力不足，自泰國引進首批勞工。截至2017年，在臺灣的泰國勞工人數為6萬1,176人。此外，雙方每年輪流在對方首都舉辦「台泰勞務諮商會議」，至2017年已舉辦第18屆。

### 宗教
由於雙方有類似的宗教背景，因此兩地宗教交流頻繁。例如白龍王廟曾就吸引許多華人參拜。暹羅代天宮也是分靈自臺灣臺南的南鯤鯓代天府。近年來有人請四面佛。

### 媒體
泰國發行量最大的華文報紙《泰國世界日報》（www.udnbkk.com），文字編碼採用Big5碼，是臺灣聯合新聞網（www.udn.com）的子公司。

### 飲食

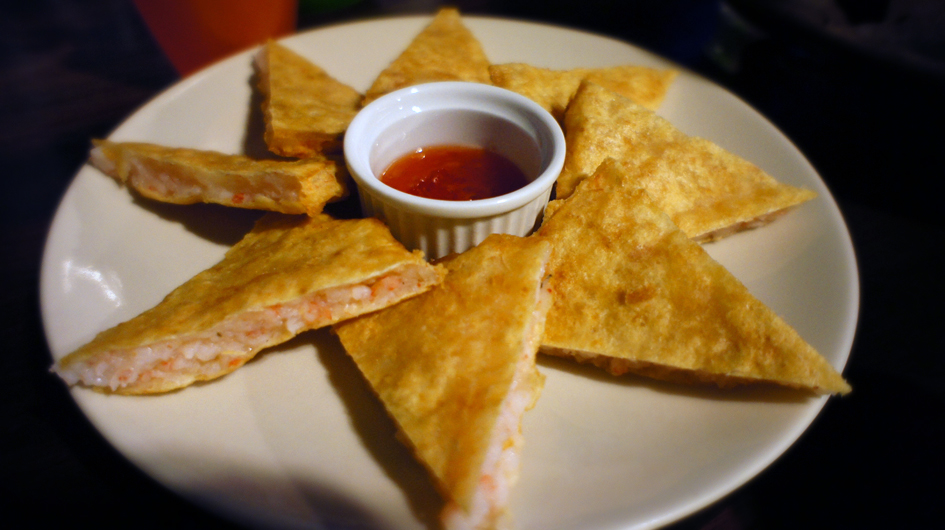
典型的月亮蝦餅。

早期泰國華人家族派遣泰籍廚師進駐位於台北的中泰賓館（已改建為台北文華東方酒店，不復存），為台北地區的泰商與民眾提供服務。
在臺灣的泰式餐廳常可見到「月亮蝦餅」，其實是融合了緬甸菜、越南菜，再加上適合臺灣人的口味所研發而成的蝦餅。與「蒙古烤肉」有異曲同工之妙。

### 觀光
根據中華民國交通部觀光局統計，2017年，台灣前往泰國人數為55萬3,804人次；泰國赴台灣人數為28萬9,801人次。相較2016年皆有成長。

#### 事件
2023年12月8日，1名前往泰國曼谷旅遊的臺灣男子，凌晨在過馬路時被汽車撞上後昏迷倒地，該車輛肇事逃逸。救護人員趕到現場，隨即進行心肺复苏，男子恢復脉搏後被送到距離車禍地點僅500公尺的私立醫院，但救護車開到該醫院急诊室時，院方護理師出來表示不能收治該名男子，原因是男子為外國人，擔心會收不到醫療費，處理相關事宜上也相當麻煩。救護人員便將男子送到距離車禍地點約10公里的公立醫院，男子在途中再次失去呼吸心跳，救護人員不斷進行心肺復甦，但送到公立醫院後，男子宣告不治。肇事駕駛於當日晚間向警方自首。事件曝光後引發泰國社會譁然，泰國公共衛生部長崇南於12日召開記者會，表示得知有這種狀況發生後相當震驚，隨即下令相關單位徹查此事。泰國旅遊援助中心（TAC）也派員協助家屬處理後事。

### 援助
1999年9月21日，臺灣發生大地震，泰國政府派遣醫療團並人道捐款100萬泰銖。
2002年10月，泰國發生嚴重水災，中華民國駐泰國代表黃顯榮會見泰國總理塔克辛，轉達總統陳水扁對罹難者與受災戶的同情與慰問，並代表政府轉交捐款110萬泰銖以及駐泰國代表處人員捐款的30萬泰銖。
協助英國國際慈善組織「邊境聯合會」（The Border Consortium, TBC）、中華人權協會台北海外和平服務團於泰緬邊境難民營幼兒園營養午餐計畫，協助對象為泰國來興府境內汶旁買、奴波及美拉等3座緬甸難民營的幼兒園難民幼童得以享用營養午餐。

## 經濟

### 背景
泰國基於地理位置，以及在东南亚国家联盟（東協）中爭取領導地位，故與中國大陸往來密切。加上近年來中國大陸在國際間的經貿實力大幅提高，東協與中國大陸的自由貿易協定生效後，使雙方經貿市場依賴度不斷增加，且中國大陸已成為泰國第1大貿易夥伴，因此泰國對於與臺灣的高層官員互訪多採取保守態度。但雙方經貿官員在WTO與APEC等國際組織架構下互動良好，對於雙方關切的經貿議題均可在該等架構下舉辦會議交換意見。

### 貿易

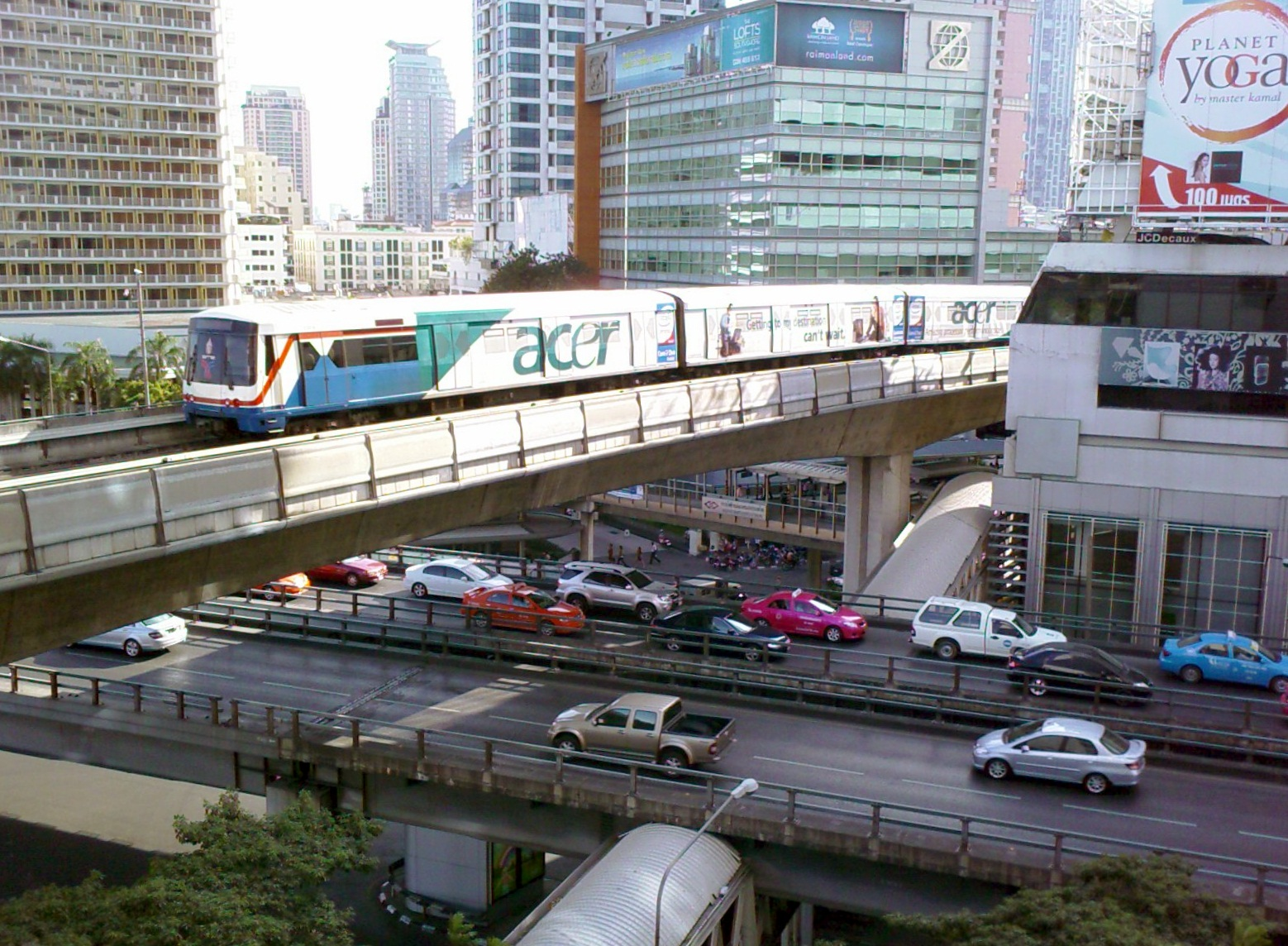
泰國曼谷BTS車廂上臺灣品牌「acer」的廣告。

中華民國對外貿易發展協會（外貿協會）於曼谷設立台灣貿易中心。經濟部國際貿易署也設立駐泰國代表處經濟組。
| 年分 | 貿易總額       | 貿易總額 | 貿易總額 | 出口至泰國     | 出口至泰國 | 出口至泰國 | 自泰國進口    | 自泰國進口 | 自泰國進口 | 順逆差 |
| 年分 | 金額           | 年增減   | 排名     | 金額           | 年增減     | 排名       | 金額          | 年增減     | 排名       | 順逆差 |
| ---- | -------------- | -------- | -------- | -------------- | ---------- | ---------- | ------------- | ---------- | ---------- | ------ |
| 2017 | 10,740,213,347 | ▲15.4%   | 12       | 6,382,004,050  | ▲16.2%     | 11         | 4,358,209,297 | ▲14.1%     | 11         | 順差▲  |
| 2018 | 10,750,392,013 | ▲0.1%    | 12       | 6,168,280,609  | ▼3.3%      | 11         | 4,582,111,404 | ▲5.1%      | 13         | 順差▼  |
| 2019 | 9,771,990,125  | ▼9.1%    | 12       | 5,517,965,478  | ▼10.5%     | 12         | 4,254,024,647 | ▼7.2%      | 15         | 順差▼  |
| 2020 | 9,833,817,955  | ▲0.6%    | 13       | 5,289,485,781  | ▼4.1%      | 12         | 4,544,332,174 | ▲6.8%      | 13         | 順差▼  |
| 2021 | 12,986,072,605 | ▲32.1%   | 13       | 7,024,108,526  | ▲32.8%     | 11         | 5,961,964,079 | ▲31.2%     | 14         | 順差▲  |
| 2022 | 13,841,747,921 | ▲6.6%    | 14       | 7,549,890,208  | ▲7.5%      | 12         | 6,291,857,713 | ▲5.5%      | 16         | 順差▲  |
| 2023 | 16,240,841,478 | ▲17.3%   | 13       | 10,858,848,071 | ▲43.8%     | 10         | 5,381,993,407 | ▼14.5%     | 14         | 順差▲  |
| 2024 | 18,052,472,007 | ▲11.2%   | 12       | 11,820,375,834 | ▲8.9%      | 9          | 6,232,096,173 | ▲15.8%     | 13         | 順差▲  |

2023年的兩國貿易項目如下：
出口至泰國的前10大項目為：自動資料處理機及其附屬單元、磁性或光學閱讀機；集成电路；冷凍魚；印制电路；銅箔；電話機（包括智能手机），以及其他傳輸或接收聲音、圖像之有線或无线网络通訊器具；特定用途機器之零件與附件；半導體裝置、光敏半導體裝置、發光二極體、已裝妥之压电晶体；經護面、鍍面或塗面之铁或非合金鋼扁軋製品；合成橡胶之板、片、條與從油類獲得之硫化油膏等。
自泰國進口的前10大項目為：積體電路；自動資料處理機及其附屬單元、磁性或光學閱讀機；空氣調節器；機動車輛所用之零件與附件；固體甘蔗糖或甜菜糖與化學級純蔗糖；電話機（包括智能手机），以及其他傳輸或接收聲音、圖像之有線或无线网络通訊器具；淀粉或菊糖；半導體裝置、光敏半導體裝置、發光二極體、已裝妥之压电晶体；变压器、靜電式變流器與電感器；往復式或旋轉式火花點火內燃活塞引擎等。

### 投資
1990年代，台商響應中華民國政府的「南向政策」，大舉赴泰國投資設廠，在亞洲金融風暴之前達到高峰，而泰國也是進入東南亞市場的重要伙伴。近年續推動「新南向政策」與「5+2產業創新計畫」，期望持續增進雙邊經貿合作關係。
根據泰国投资促进委员会办公室統計，2023年臺商赴泰國投資金額約13.23億美元，計有94件。中華民國經濟部投資審議司統計，截至2022年，總投資金額約48.48億美元，計有621件。另泰國投資促進委員會辦公室統計約179.58億美元，計有2,625件；根據經濟部投資審議司統計，截至2023年，泰國赴臺灣總投資金額約12.16億美元，計有492件。
由於許多台商公司或工廠是以泰籍夥伴名義登記，或認股低於50%，而未能以台商身份列入統計，因此在泰國的臺商總數至今未有精確統計，保守估計至少在5,000家以上。台商在泰國的投資，除了電子、橡膠、鋼鐵及石化等投資金額較大的產業外，其他大部分均為傳統中小企業的製造業，投資項目包含甚廣，從魚蝦養殖、紡織、機械、進出口、珠寶、農產品加工、運動器材、家具，到陶瓷、建材、人力仲介、房地產開發、證券、保全、珍珠奶茶、旅行社等都有。目前投資項目更趨向於電子、金融服務等產業，例如昱晶光電是臺灣第1家獲准在泰國投資的太阳能廠商、Momo與PChome積極進入泰國电子商务領域、中華電信持續深耕泰國市場。2022年，鴻海科技集團與泰國國家石油集團合資成立10億美元的電動車公司Horizon Plus，該項目投資額即占全年臺商對泰國投資總額約80%，亦使臺灣成為泰國第4大外資來源。
泰國在臺灣的主要投資項目則包含電子零組件、批發零售、營造等。

### 合作
國際合作發展基金會（國合會）與泰國皇家計畫基金會的農業技術合作自1970年至今。
2014－2016年，國合會協助泰國皇家計畫基金會執行「柑橘及百香果植病防治計畫」和「澀柿及菇類生產計畫」，提升其植病防治及相關生產技術。

### 會展
中華民國與泰國每年輪流在對方首都舉辦「臺泰經濟合作會議」，至2022年已舉辦30屆。以及舉辦「臺泰產業鏈結高峰論壇」，最近一次為2023年。

### 臺商組織
泰國的台商組織是依照不同地區成立，目前已成立的有北柳、北欖、拉加邦、春武里、吞武里、曼谷、萬磅、是隆、亞速、北區、呵叻、泰南、泰北、羅勇、普吉等15個台商聯誼會，這些台商聯誼會各有組織並各自推選會長。為了統合台商力量，這15個台商聯誼會共同成立了「泰國臺灣商會聯合總會」，並為該會設立固定辦公會所，聘僱專職人員辦理各項會務，並經常辦理研討會、商展及聯誼等活動。

### 臺資銀行
目前設立的有兆豐國際商業銀行（子行，另有4家分行），而臺灣銀行、華南商業銀行、國泰世華商業銀行、中國信託商業銀行、第一商業銀行、上海商業儲蓄銀行、中國輸出入銀行則設有辦事處。
2017年，中國信託商業銀行取得泰國LH Financial Group Public Company Limited（LHFG金融集團）35.6%股權，與原大股东Land & Houses Group並列LHFG金融集團最大股東，是臺灣金融業打「亞洲盃」以來首件成功進軍泰國的案例。2021年，中信銀以42億泰銖，收購LHFG金融集團23.3億股，交易後將持有LHFG金融集團46.6%股權，成為最大股東。元大證券亦收購泰國證券商KK Trade Securities Co Ltd.。

## 司法

### 犯罪事件
1994年1月，泰國警察為謀財殺害中華民國籍（以下簡稱台灣籍）旅客，中華民國政府除採取各種措施與行動，外交部於4月召見泰國駐台代表，重申對此案的嚴重關切，並促請就所提各項要求給予應有交待。
2016年11月，在泰國被判刑入獄2年的34名台灣籍電信詐騙犯刑滿出獄，依據雙方簽署的《共同打擊跨國經濟及相關犯罪協議》，被泰國政府驅逐出境，並由台灣駐泰國代表處與檢警組成專案小組將他們遣送回台灣。
2017年2月，中華民國刑事警察局與台中市警察局接獲情資共組專案小組追查跨國詐騙集團，先查獲境內的話務機房，再與泰國警方聯手破獲設在泰國曼谷的詐騙機房，共逮捕台灣籍與中華人民共和國籍（以下簡稱中國大陸籍）犯嫌10人。
2017年3月29日，2年前在印尼涉及電信詐騙案的3名台灣籍男子，在押解回台由桃園地方法院判刑定讞發監執行前逃至泰國，經桃園地方法院檢察署發布通緝，在台灣與泰國警方合作逮捕後押解回台。
2017年7月6日，刑事警察局與泰國警方聯手破獲以台灣籍男子為首的詐騙集團，共20名嫌犯被逮捕，除2名中國大陸籍外，其餘的18名台灣籍嫌犯在26日由泰國遣返台灣，移送刑事警察局接受偵訊。
2017年7月19日，泰國警方與中華人民共和國警方（以下簡稱對岸、中國大陸）聯手破獲在泰國的兩岸電信詐騙集團，共逮捕44名嫌犯，25名為台灣籍，19名是中國大陸籍，對岸已要求泰國將全數嫌犯遣送至中國大陸受審。泰國移民總局長納塔通（Nathathorn Prousoontorn）在記者會上表示，嫌犯先在泰國定罪，待案件結束後再遣送至對岸。這將是台灣與泰國於2013年簽訂《共同打擊跨國經濟及相關犯罪協議》以來，首度未將台灣籍嫌犯遣返台灣。
2019年8月，刑事警察局與泰國警方聯手破獲跨境詐騙集團，共逮捕13名台灣籍嫌犯，後續將遣返台灣並依詐欺罪移送桃園地方檢察署偵辦。
2024年2月，1名臺灣籍通緝犯在泰國曼谷疑涉入毒品買賣遭槍殺棄屍，涉案的4名臺灣籍男子與1名泰國籍女子逃至柬埔寨。其後，女子在柬埔寨被捕，1名男子因怕被滅口逃回臺灣並到案說明，臺北地方檢察署依殺人、毒品等罪聲押禁見。臺北地方法院基於比例原則權衡後，認為無羈押必要，裁定30萬新臺幣交保，並限制住居、出境、出海，臺北地檢署表示再研議是否提起抗告。

## 協定
| 日期           | 簽署                                                                       | 備註                |
| -------------- | -------------------------------------------------------------------------- | ------------------- |
| 1946年1月23日  | 《中華民國暹羅王國友好條約》                                               | 以下簡稱中泰        |
| 1951年9月29日  | 《中泰空運臨時協定換文》                                                   | [ 註 3 ]            |
| 1960年3月9日   | 《修正中泰空運臨時協定換文》                                               | [ 註 4 ]            |
| 1966年11月23日 | 《中泰貿易協定》                                                           |                     |
| 1968年6月25日  | 《中泰技術及經濟合作協定》                                                 | [ 註 5 ]            |
| 1968年6月25日  | 《中泰交換考察訪問協定》 《中泰交換專家協定》                              |                     |
| 1969年1月27日  | 《中泰農業技術合作協定》                                                   | [ 註 6 ]            |
| 1970年4月22日  | 《中華民國五十九年四月二十二日修訂中泰空運臨時協定換文》                   |                     |
| 1986年3月28日  | 《中華航空公司與泰國航空公司間互免營業稅瞭解備忘錄》                       |                     |
| 1987年7月1日   | 《泰國航空國際公司與中華航空公司間關於簽證與推廣經濟及觀光業瞭解備忘錄》   |                     |
| 1989年1月16日  | 《中華民國工商協進會與泰國工業協會間合作協定》                             |                     |
| 1990年1月19日  | 《長榮航空公司與泰國航空國際公司間瞭解備忘錄》                             |                     |
| 1991年8月6日   | 《中華民國商務仲裁協會與泰國貿易院間協定》                                 |                     |
| 1992年1月16日  | 《台北經濟部與曼谷商業部諮商會議紀錄》                                     |                     |
| 1995年5月      | 《中華民國海外技術合作委員會與泰國皇家計畫基金會間農業技術合作協定》       | [ 59 ] [ 註 8 ]     |
| 1996年4月30日  | 《駐泰國台北經濟貿易辦事處與駐台北泰國貿易經濟辦事處間投資促進及保護協定》 | 以下簡稱台泰        |
| 1996年6月18日  | 《臺北證券管理委員會與曼谷證券管理委員會瞭解備忘錄》                       |                     |
| 1999年7月9日   | 《臺泰避免所得稅雙重課稅及防杜逃稅協定》 《臺泰交換航權協定》              | [ 註 10 ] [ 註 11 ] |
| 1999年8月13日  | 《中華民國交通部中央氣象局與泰國氣象局技術合作備忘錄》                     |                     |
| 2002年11月28日 | 《經濟部標準檢驗局與泰國管理系統驗證機構瞭解備忘錄》                       |                     |
| 2002年12月2日  | 《臺泰聘僱泰籍勞工協定》                                                   |                     |
| 2003年         | 《臺泰農業合作協定》                                                       | [ 註 12 ]           |
| 2007年5月      | 《臺泰加工出口區合作備忘錄》                                               |                     |
| 2013年1月17日  | 《臺泰共同打擊跨國經濟及相關犯罪協議》                                     |                     |
| 2013年9月11日  | 《臺泰教育合作協定》                                                       |                     |

## 簽證

持中華民國護照的中華民國國民簽證要求分布圖：入境泰國可以免簽證

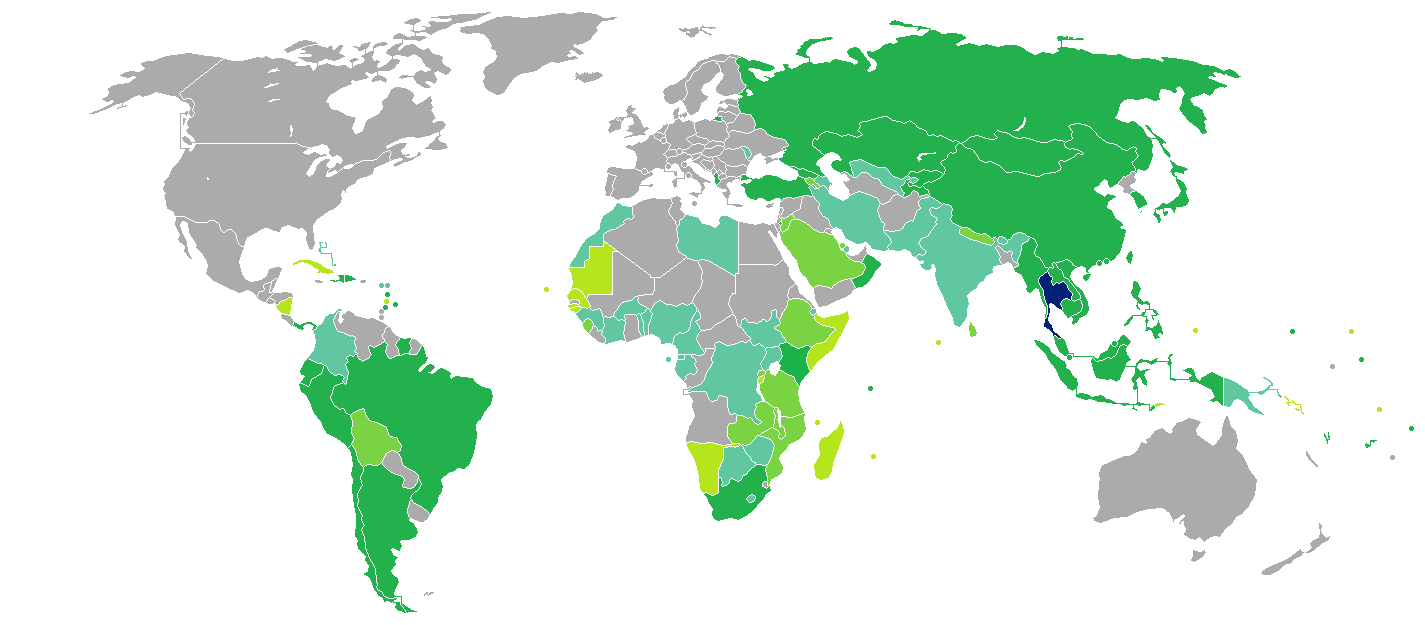
持泰國護照的泰國國民簽證要求分布圖：入境中華民國可以免簽證。（期限至2026年7月31日）

持有中華民國護照的中華民國國民可以免簽證的方式入境泰國，停留最多60天，須在抵達泰國前72小時線上申請電子入境卡（Thailand Digital Arrival Card, TDAC）。若停留超過60天，須事先網上申請電子簽證。
持有泰國護照的泰國國民亦可以免簽證的方式入境中華民國（機船組人員不適用），停留最多14天，期限至2026年7月31日。

### 批評
2016年開放對泰國免簽證後，泰國赴台賣淫人數激增，形成治安漏洞，根據中華民國警方統計，2015年查獲赴台賣淫者159人中有1個是泰國籍，2016年有301人赴台賣淫，泰國籍增加至15人，2017年到5月已經有296人，泰國籍就佔99人。外交部領事事務局副局長表示，行政院跨部會會議已討論此議題，內政部移民署將針對特定對象，加強入境審查。
蔡英文政府為推行新南向政策，給予泰國試辦免簽證，但泰國並未給予對等待遇。2017年8月，泰國貿易經濟辦事處代表畢倫（Piroon Laismit）在接受專訪時首度鬆口「有可能給台灣免簽證」，泰國政府正考量各項因素及合適時機宣布。駐泰國台北經濟文化辦事處代表童振源也已發出中英泰文版說帖，積極遊說泰國政府。
2018年8月28日，第一位會說中文的泰國貿易經濟辦事處代表通才（Thongchai Chasawath）召開記者會，說明泰國簽證自10月起團簽委外辦理的「代辦費」增加新台幣470元，並拿出改良後的包裝與過去的紅白塑膠袋比較，引喻失義、模糊焦點，被誤以為是「簽證費」要漲價，旅行商業同業公會全國聯合會表示不排除發動抵制，拒絕前往泰國旅遊。29日，辦事處收回團簽增收代辦費的決定，自行吸收470元的代辦費。另外，關於對等給予台灣免簽證一事，通才表示「家家有本難念的經」、「泰國對很多國家開放免簽證，但也沒有得到互惠，請體諒我們不是拒絕」、「我們是朋友不是做買賣，朋友體諒朋友，這樣過得去啊。」
泰國貿易經濟辦事處自2019年11月30日起實施電子簽證新制，要求申請人必須提供財力證明影本，引發台灣民眾與旅遊業者抱怨不便。12月5日，辦事處公告為讓申請人有充分準備時間，延到2020年3月1日起實施。中華民國外交部對此表示，泰國的電子簽證新制是全球一體適用的標準作業程序，並非僅針對臺灣，也沒有對申請人所提供的財力設限。

## 交通

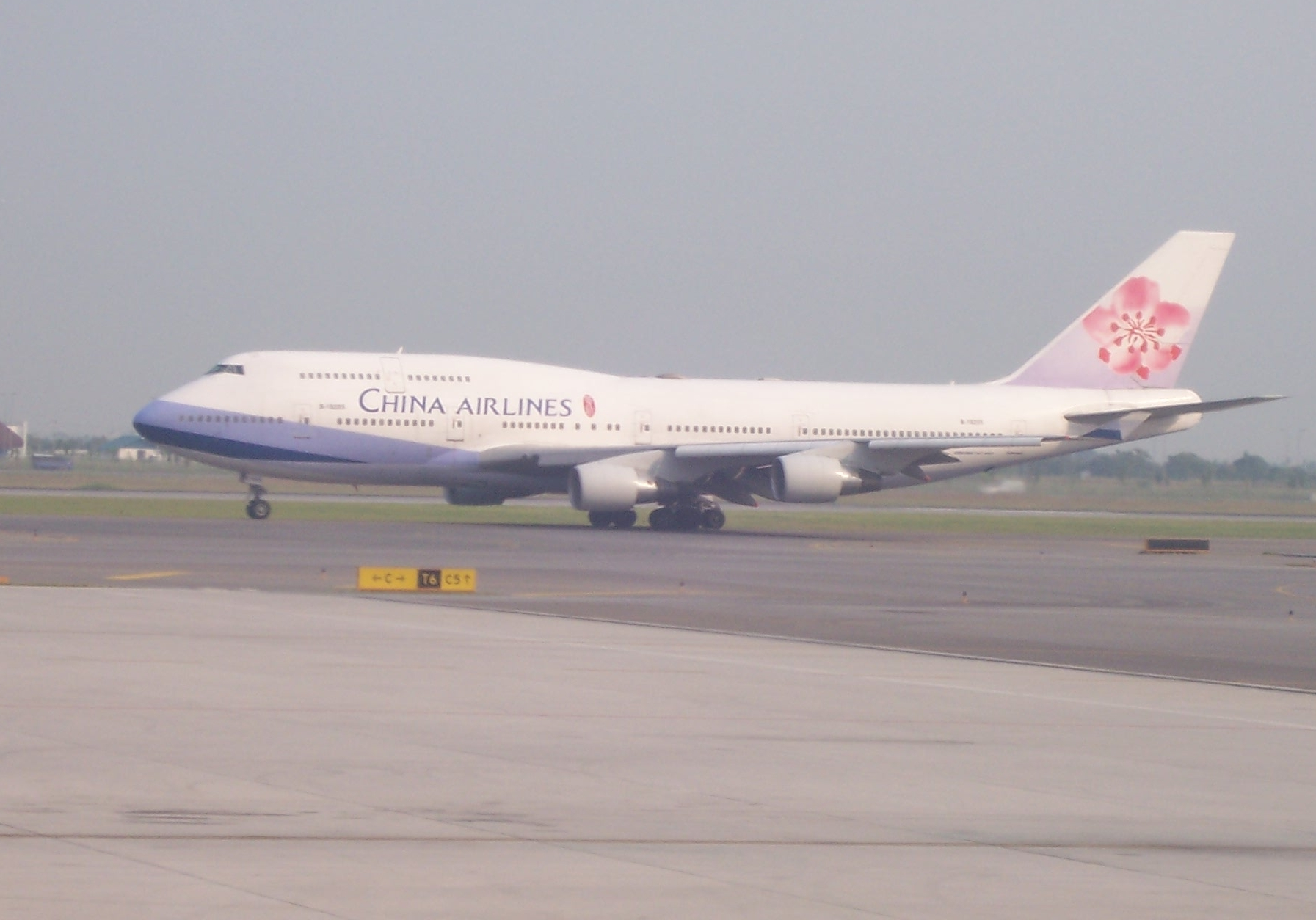
中華航空B747-400客機滑行於曼谷蘇凡納布國際機場。

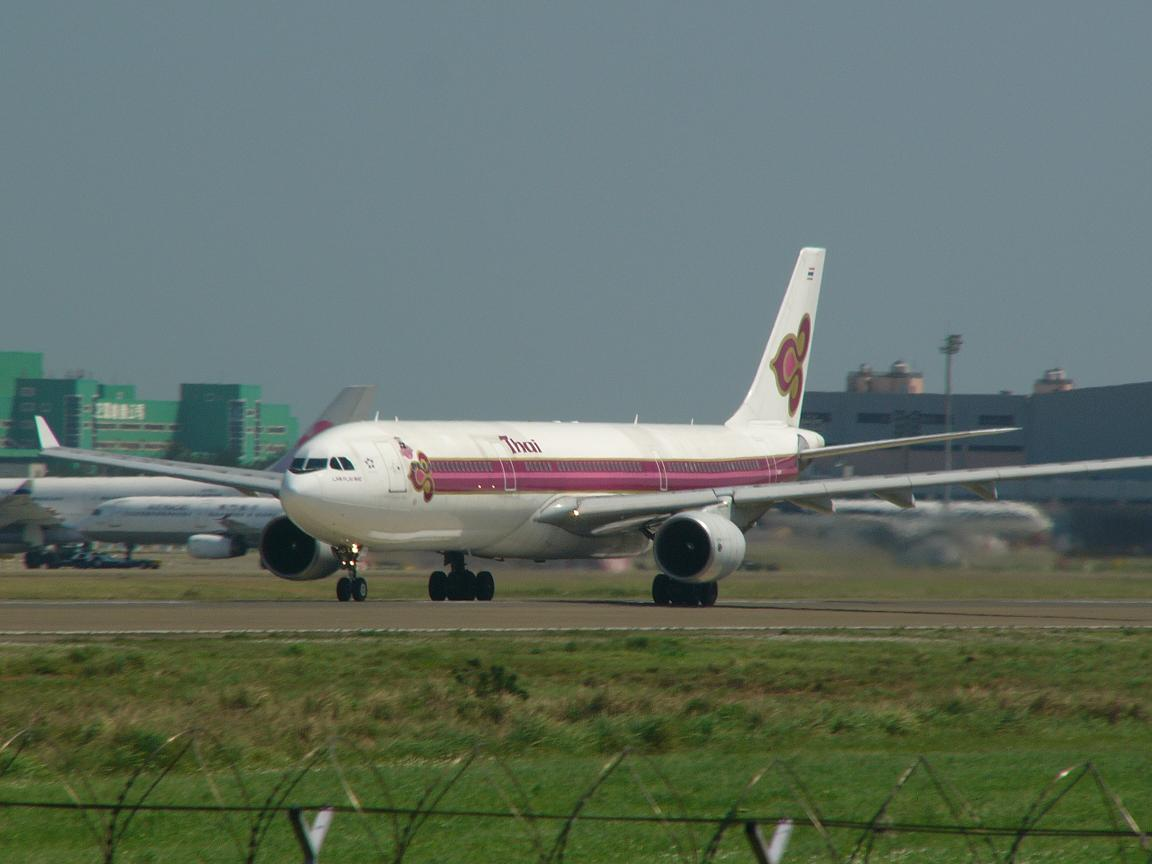
泰國國際航空A330-300客機降落於臺灣桃園國際機場。

### 航空
兩國有直航班機，雙邊航班來往的城市如下（截至2023年6月26日）：

#### 客運[71]
| 中華民國 | 泰國（按照都會區人口排列） |
| -------- | --- |
| 臺北     | 曼谷蘇凡納布（中華航空、長榮航空、星宇航空、泰國國際航空、泰國越捷航空） 曼谷廊曼（台灣虎航、泰國獅子航空、泰國亞洲航空） 清邁（中華航空、長榮航空、泰國亞洲航空） 普吉（長榮航空、台灣虎航） |
| 高雄     | 曼谷蘇凡納布（中華航空、泰國微笑航空）（泰國易斯達航空延期開航） 清邁（泰國微笑航空） |

#### 貨運
| 中華民國 | 泰國                                                           |
| -------- | -------------------------------------------------------------- |
| 臺北     | 曼谷蘇凡納布（中華航空貨運、長榮航空貨運、卢森堡国际货运航空） |

### 駕車
長期在泰國居留者，可持中華民國護照、中華民國汽車駕駛執照（英譯公證後，再至外交部領事事務局驗證）、泰國簽證等資料申辦泰國駕駛執照。首次申辦可獲核發1年期駕照，期滿後可申辦5年期駕照。

## 外部連結
| - 中華民國外交部－泰王國簡介 （页面存档备份，存于） - 駐泰國台北經濟文化辦事處（Facebook、Twitter、僑務組） - 外交部領事事務局－國外旅遊警示分級表 - 中華民國衛生福利部－國際旅遊疫情建議等級 - 中華民國國際經濟合作協會 （页面存档备份，存于） - 曼谷台灣貿易中心（Facebook） - 臺灣泰國交流協會的Facebook專頁 - 泰國臺灣會舘（Facebook） - 泰國臺灣商會聯合總會（Facebook） - 泰國臺商青商會的Facebook專頁 | - 泰國貿易經濟辦事處（Facebook、Instagram、YouTube） - 泰國觀光局台北辦事處（Facebook、Instagram、YouTube） |